# Caroline Quentin
Caroline Jones, sceniczne nazwisko Caroline Quentin (ur. 11 lipca 1961 w Reigate w Surrey) – angielska aktorka komediowa. Jej pierwszym mężem był aktor i satyryk Paul Merton, drugim jest Sam Farmer, z którym ma dwoje dzieci.

## Seriale
- Niegrzeczni faceci – Dorothy
- Jonathan Creek – Maddy Magellan
- Szalone życie Maddy Riley – Maddy Riley

## Nagrody
Dwukrotnie British Comedy Awards.